# Benoît Lwamba
Benoît Joseph Lwamba Bindu bya Maganga, né le 19 juillet 1945 au Katanga et mort le 17 janvier 2022 à Bruxelles, est une figure emblématique du pouvoir judiciaire de la République démocratique du Congo. Il a gravi tous les échelons de la magistrature assise jusqu'à devenir en 2003 Premier président de la Cour suprême de Justice, fonction qu'il exercera jusqu'en 2008, avant d’être nommé juge à la Cour constitutionnelle en avril 2015 et être élu en qualité de président de cette haute  juridiction,entre mai 2015 et juillet 2020